# NGC 3038
NGC 3038 је спирална галаксија у сазвежђу Шмрк (Пумпа) која се налази на NGC листи објеката дубоког неба.
Деклинација објекта је - 32° 45' 13" а ректасцензија 9h 51m 15,3s. Привидна величина (магнитуда) објекта NGC 3038 износи 11,7 а фотографска магнитуда 12,5. Налази се на удаљености од 37,011 милиона парсека од Сунца. NGC 3038 је још познат и под ознакама ESO 374-2, MCG -5-24-1, AM 0949-323, PGC 28376.